# Пейнтед-Пост (Нью-Йорк)
Пейнтед-Пост (англ. Painted Post) — селище (англ. village) в США, в окрузі Стубен штату Нью-Йорк. Населення — 1768 осіб (2020).

## Географія
Пейнтед-Пост розташований за координатами 42°9′50″ пн. ш. 77°5′33″ зх. д. / 42.16389° пн. ш. 77.09250° зх. д. (42.163762, -77.092384).  За даними Бюро перепису населення США в 2010 році селище мало площу 3,45 км², з яких 3,30 км² — суходіл та 0,15 км² — водойми.

## Демографія
Згідно з переписом 2010 року, у селищі мешкало 1809 осіб у 841 домогосподарстві у складі 469 родин. Густота населення становила 524 особи/км².  Було 885 помешкань (257/км²).
Расовий склад населення:
| - 95,1 % — білих - 1,9 % — чорних або афроамериканців - 0,9 % — азіатів - 0,3 % — корінних американців |

До двох чи більше рас належало 1,3 %. Частка іспаномовних становила 0,8 % від усіх жителів.
За віковим діапазоном населення розподілялося таким чином: 20,5 % — особи молодші 18 років, 58,7 % — особи у віці 18—64 років, 20,8 % — особи у віці 65 років та старші. Медіана віку мешканця становила 42,7 року. На 100 осіб жіночої статі у селищі припадало 93,3 чоловіків;  на 100 жінок у віці від 18 років та старших — 91,4 чоловіків також старших 18 років.
Середній дохід на одне домашнє господарство  становив 60 231 долар США (медіана — 51 458), а середній дохід на одну сім'ю — 73 382 долари (медіана — 65 903). Медіана доходів становила 48 523 долари для чоловіків та 42 407 доларів для жінок. За межею бідності перебувало 7,2 % осіб, у тому числі 3,7 % дітей у віці до 18 років та 7,2 % осіб у віці 65 років та старших.
Цивільне працевлаштоване населення становило 780 осіб. Основні галузі зайнятості: освіта, охорона здоров'я та соціальна допомога — 29,5 %, виробництво — 16,5 %, мистецтво, розваги та відпочинок — 9,4 %, науковці, спеціалісти, менеджери — 8,8 %.